# Sophia Bush
Sophia Anna Bush (Pasadena, Califórnia, 8 de julho de 1982) é uma atriz estadunidense e ficou conhecida após interpretar Brooke Davis, na série One Tree Hill (2003–2012), por sua atuação no filme Todas contra John, e por interpretar Erin Lindsay na série Chicago P.D..

## Biografia
Sophia é filha única, ela nasceu e foi criada em Pasadena, Califórnia. Seu pai, Charles William Bush, é um famoso publicitário e fotógrafo de celebridades, e sua mãe, Maureen Bush, é fotógrafa de estúdio. Bush tem ascendência italiana, ela frequentou a Westridge School for Girls um colégio só para moças em Pasadena, onde foi obrigada a ter aulas de teatro, o que ela não gostava, bem como na Universidade do Sul da Califórnia. Ela foi um membro da fraternidade Kappa Kappa Gamma, onde atuou como Coordenadora Social. Bush frequentou a Universidade do Sul da Califórnia no curso de jornalismo por três anos antes de ser escalada para o papel de Brooke Davis em One Tree Hill em 2003.
Em 16 de abril de 2005 Bush se casou com o ator Chad Michael Murray, seu colega na série One Tree Hill. Eles namoraram por quase dois anos antes de se casarem em Santa Monica. Eles anunciaram a sua separação em 26 de setembro de 2005, após cinco meses de casamento, Bush pediu a anulação do casamento, alegando fraude, os rumores eram de que ele a havia traído com Paris Hilton, quando ele fez o filme A Casa de Cera. Em dezembro de 2006, Bush e Murray se divórciaram oficialmente. Bush estava em um relacionamento com a co-estrela de Stay Alive, Jon Foster após seu divórcio até agosto de 2007. Mais tarde, surgiram rumores de que Bush e Tony Romo do Dallas Cowboys estariam namorando. Eles teriam sido vistos juntos no Texas. Também namorou o ator Austin Nichols que interpretava Julian, também de One Tree Hill.
Em dezembro de 2007 foi relatado por Rush & Molloy no New York Daily News que Bush "agora estava saindo com a co-estrela James Lafferty", a atriz no entanto, negou que houvesse qualquer romance. Em maio de 2008, fotos de Lafferty e Bush no Aeroporto Internacional de Los Angeles (LAX), alimentaram boatos de um possível romance. Em 27 de outubro de 2008, Murray confirmou o romance entre Sophia e Lafferty. "Sophia e eu somos profissionais e maduros o suficiente para passar por isso", disse ele. "E agora isso é fácil. Somos apenas amigos. E ela tem James, e ele e eu somos amigos".
Em 23 de abril de 2009, foi relatado que Lafferty, que esteve em Paris promovendo o DVD da quinta temporada de One Tree Hill, foi visto passeando pelas ruas e ele disse estar solteiro.
Bush apoiou Barack Obama nas eleições de 2008. Em fevereiro de 2008, ela fez várias aparições no Texas, em apoio à campanha presidencial de Obama na eleição primária no Texas. Ela se juntou, em Dallas, Fort Worth e Waco ao colega ator Adam Rodriguez. Também fez um tour principalmente em campus universitários, onde convocou os jovens eleitores a se envolver politicamente.
Sophia adora cães, tendo três, e gosta de fazer livros de recortes (um bocado parecida como a personagem dela em One Tree Hill). Foi considerada a #90 mulher mais sexy de 2007 pela revista FHM e #24 pela revista Maxim.
Em 2014 houve rumores de um possível relacionamento com seu colega de elenco na série Chicago P.D, Jesse Lee Soffer. Apesar de os boatos serem cada vez maiores, não foi confirmado por eles.
Casou-se com Grant Hughes em 2022 e divorciou-se em 2023. Em 2024, em entrevista à revista Glamour, assumiu-se como queer e confirmou estar em um relacionamento com a ex-jogadora de futebol Ashlyn Harris.

### Carreira

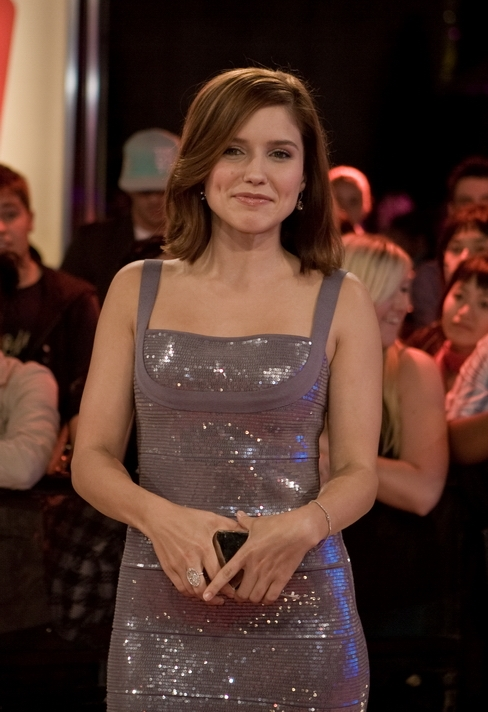
Bush no Toronto Festival em 2008

. Bush fez sua primeira aparição no filme O Dono da Festa em 2002, no mesmo ano fez aparições no tele filme da HBO Ponto de Origem e na produção independente Learning Curves. Na sequência, ela fez várias aparições em séries de TV, incluindo Nip/Tuck, Sabrina, the Teenage Witch, e Punk'd. Ela estava no elenco do filme O Exterminador do Futuro 3: A Rebelião das Máquinas para interpretar "Kate Brewster", mas foi substituída por Claire Danes, porque o diretor a achou muito jovem para o papel. Em 2003, ela ganhou o papel de Brooke Davis na série One Tree Hill. Com o sucesso da série, Sophia ficou muito famosa.
Entre uma temporada e outra de One Tree Hill, Bush tem feito vários filmes, tais como Supercross - O Filme, Stay Alive - Jogo Mortal, Todas Contra John, e A Morte Pede Carona (o remake de 2007).
Bush recebeu o prêmio Rising Star, no Vail Film Festival por seu trabalho em The Hitcher. Ela também ganhou três Teen Choice Awards por seu trabalho em Todas Contra John e A Morte Pede Carona.
Bush estrelou no filme de Francois Velle, The Narrows com Kevin Zegers, Eddie Cahill, Vincent D'Onofrio e Monica Keena. Ela interpretou a bonita, inteligente e auto-confiante "Kathy Popovich". As filmagens começaram em Nova York, em 24 de abril de 2008. Bush também está estrelando no filme Table for Three, que foi lançado diretamente em DVD em 23 de junho de 2009. A história central gira em torno de um jovem, "Scott Teller" (Brandon Routh), que convida um "casal perfeito", Mary e Ryan (Bush e Jesse Bradford), para partilhar o seu grande apartamento. Quando Teller encontra a garota dos seus sonhos, Leslie (Jennifer Morrison), ele acredita que Ryan e Mary estão intencionalmente sabotando suas chances com Leslie, porque precisam dele em sua vida para manter a sua relação disfuncional juntos.
Sophia interpretou também Ali na série Partners
Participou da série Chicago PD por quatro temporadas, onde interpretava a detetive Erin Lindsay, pela qual recebeu críticas positivas.

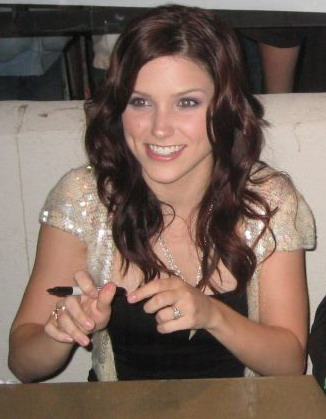
Bush dando autógrafos

## Filmografia

### Filmes
| Ano  | Título                       | Papel          | Notas                                                    |
| ---- | ---------------------------- | -------------- | -------------------------------------------------------- |
| 2002 | O Dono da Festa              | Sally          |                                                          |
| 2002 | Point of Origin              | Carrie Orr     |                                                          |
| 2003 | The Flannerys                | Katie Flannery |                                                          |
| 2003 | Learning Curves              | Beth           |                                                          |
| 2005 | Supercross                   | Zoe Lang       |                                                          |
| 2006 | Jogo Mortal                  | October Bantum |                                                          |
| 2006 | Todas contra John            | Beth McIntyre  |                                                          |
| 2007 | A Morte Pede Carona          | Grace Andrews  |                                                          |
| 2008 | The Narrows                  | Kathy Popovich |                                                          |
| 2009 | Table for Three              | Mary           | Também dirigiu o filme                                   |
| 2010 | Southern Discomfort          | Haley          |                                                          |
| 2011 | Mob Wives                    | Carla Facciolo | Curta-metragem, com Drea de Matteo (para o Funny or Die) |
| 2011 | Chalet Girl                  | Chloe          |                                                          |
| 2012 | Mob Wives 2: The Christening | Carla Facciolo | Curta-metragem, com Drea de Matteo (para o Funny or Die) |
| 2013 | Hatfiels & McCoys            | Emma McCoy     |                                                          |
| 2018 | Incredibles 2                | Voyd           | Voz                                                      |
| 2021 | False Positive               |                |                                                          |
| 2021 | Hard Luck Love Song          | Carla          |                                                          |

### Televisão
| Ano       | Título                            | Papel                        | Notas                                                    |
| --------- | --------------------------------- | ---------------------------- | -------------------------------------------------------- |
| 2003      | Sabrina, the Teenage Witch        | Fate Mackenzie               | 7ª temporada, episódio 17: "Romance Looming"             |
| 2003      | Nip/Tuck                          | Ridley Lange                 | 3 episódios da 1ª temporada                              |
| 2003–2012 | One Tree Hill                     | Brooke Davis                 | Protagonista; 186 episódios                              |
| 2005      | Punk'd                            | Herself                      | 6 temporada, episóido 2                                  |
| 2011      | Phineas and Ferb                  | Sara                         | 2ª temporada, episódio 39-parte 2: "Candace Gets Busted" |
| 2012–2013 | Partners                          | Ali Landow                   | Protagonista, 13 episódios                               |
| 2013–2017 | Chicago Fire                      | Erin Lindsay                 | Recorrente; 11 episódios                                 |
| 2014      | MythBusters                       | Ela mesma / Princess Leia    | Episódio 208: "Star Wars Special"                        |
| 2014-2016 | Law & Order: Special Victims Unit | Erin Lindsay                 | Recorrente; 4 episódios                                  |
| 2014–2017 | Chicago P.D.                      | Erin Lindsay                 | Protagonista                                             |
| 2015–2017 | Chicago Med                       | Erin Lindsay                 | Recorrente; 6 episódios                                  |
| 2017      | Chicago Justice                   | Erin Lindsay                 | Episódio: “Tycoon”                                       |
| 2018      | Alex, Inc.                        | Vanessa Stanhope             | Episódio: “The Cop Car"                                  |
| 2018      | Live with Kelly & Ryan            | Ela mesma                    | Co-apresentadora convidada                               |
| 2019      | Easy                              | Alexandria                   | 3ª temporada, episódio 3: "Spontaneous Combustion"       |
| 2019      | Jane the Virgin                   | Julie                        | 5ª temporada, episódio 12: "Chapter Ninety-Three"        |
| 2020      | This is us                        | Lizzy                        | 4ª temporada, episódio 10: "Luz e sombra"                |
| 2020      | Love, Victor                      | Veronica                     | Papel recorrente                                         |
| 2022      | Good Sam                          | Dra. Samantha "Sam" Griffith | Papel principal                                          |

## Prêmios e Indicações
| Prêmios | Prêmios   | Prêmios           | Prêmios                                     | Prêmios           |
| Ano     | Resultado | Premiação         | Categoria                                   | Título            |
| ------- | --------- | ----------------- | ------------------------------------------- | ----------------- |
| 2005    | Indicada  | Teen Choice Award | Escolha Atriz de TV: Drama                  | One Tree Hill     |
| 2006    | Indicada  | Teen Choice Award | Escolha de Atriz de TV: Drama/Ação Aventura | One Tree Hill     |
| 2007    | Venceu    | Teen Choice Award | Melhor Atriz de Comédia                     | Todas Contra John |
| 2007    | Venceu    | Teen Choice Award | Melhor Atriz de Horror                      | The Hitcher       |
| 2007    | Venceu    | Teen Choice Award | Revelação Feminina                          | The Hitcher       |
| 2008    | Indicada  | Teen Choice Award | Escolha Atriz de TV: Drama                  | One Tree Hill     |
| 2010    | Indicada  | Teen Choice Award | Escolha Atriz de TV: Drama                  | One Tree Hill     |